# Alexis Ruano
Alexis Ruano Delgado (Málaga, Andalucía; 4 de agosto de 1985) es un exfutbolista español que jugaba de defensa, actualmente está retirado.

## Trayectoria
Es un defensa central que posee un gran manejo del juego aéreo, aunque también puede jugar de lateral derecho o izquierdo, puesto en el que debutó con el Málaga CF. 
En ese club militó dos años, tras los cuales fichó por el Getafe Club de Fútbol teniendo un papel importante en el club madrileño en dicho año, acumulando un total de 30 partidos a lo largo de toda la temporada y con dos goles.
En su paso por el club azulón, el Real Madrid, el Valencia CF y el FC Barcelona vieron que era un jugador de mucha calidad, que parecía ser una promesa del fútbol europeo, así que lucharon por tenerlo en su plantilla. 
Pero finalmente, en el verano de 2007 se anunció su fichaje por el Valencia CF, cerrado desde el mercado invernal, desembolsando el club 6,5 millones de euros por los servicios del jugador durante un periodo de 6 temporadas. 

Tras tres temporadas en el club de Mestalla marcadas por la irregularidad en su juego, varias lesiones y no haber cumplido las expectativas, quedando relegado al banquillo el Valencia decide venderlo y el 24 de agosto de 2010 se confirmó su fichaje por el Sevilla Fútbol Club por seis temporadas con un coste de 5 millones de euros.
Sin embargo, tampoco cuenta con minutos en el club hispalense, disputado solamente un encuentro de liga. El 23 de febrero de 2012 se va cedido por el Sevilla Fútbol Club al Getafe Club de Fútbol. Finalmente, tras la buena segunda mitad de campeonato de Alexis en el Getafe C.F. el club sevillano decide cederlo otra temporada más al club azulón, pagando el Getafe C.F. más de la mitad de su ficha y sin opción de compra. 
Finalizada la temporada 2012-2013, retorna al club sevillano, pero este le comunica que no cuenta con él para la próxima temporada.
El 1 de agosto de 2013 se hace oficial su fichaje por el Getafe Club de Fútbol por cuatro temporadas habiéndole ofrecido el Sevilla Fútbol Club la carta de libertad.
El 25 de enero de 2016 ficha por el Besiktas turco por dos millones de euros. Tras media temporada en Turquía, el 29 de julio de 2016 regresa a España, fichando por el Deportivo Alavés, recién ascendido a Primera División. Tras dos temporadas en Vitoria, el 22 de junio firmó por el Al-Ahli de Arabia Saudí por dos temporadas.
El 7 de agosto de 2019 se hizo oficial su incorporación al Racing de Santander para las siguientes dos temporadas.
Sin embargo, abandonaría el club a finales de 2020, tras no llegar a un acuerdo con dicho club. Tras esto, se quedó esperando la llamada del Málaga C.F., con quien ya tenía un acuerdo verbal cerrado, cosa que nunca ocurriría.
Tras no oficializarse el fichaje por el club de la Costa del Sol, decidiría colgar las botas en 2021.

## Clubes
- Estadísticas actualizadas en agosto de 2019.

| Club                | País           | Periodo          | Partidos PJ | Goles PJ |
| ------------------- | -------------- | ---------------- | ----------- | -------- |
| Málaga CF B         | España         | 2001-2004        | 50          | 0        |
| Málaga CF           | España         | 2004-2006        | 53          | 3        |
| Getafe CF           | España         | 2006-2007        | 31          | 4        |
| Valencia CF         | España         | 2007- 2010       | 75          | 3        |
| Sevilla FC          | España         | 2010-2012        | 33          | 3        |
| Getafe CF           | España         | 2012-2016        | 120         | 6        |
| Besiktas            | Turquía        | 2016             | 12          | 1        |
| Deportivo Alavés    | España         | 2016 - 2018      | 58          | 3        |
| Al-Ahli             | Arabia Saudita | 2018 - 2019      | 10          | 0        |
| Racing de Santander | España         | 2019-2020 - Act. |             |          |

## Palmarés
| Título          | Club          | País   | Año  |
| --------------- | ------------- | ------ | ---- |
| Eurocopa Sub-19 | España Sub-19 | Suiza  | 2004 |
| Copa del Rey    | Valencia CF   | España | 2008 |

* Incluye selección.